# Icosaedro tridiminuito aumentato
In geometria solida, l'icosaedro tridiminuito aumentato è un poliedro con 10 facce che può essere costruito, come intuibile dal suo nome, aumentando un icosaedro tridiminuito facendo combaciare una delle facce triangolari di quest'ultimo con una delle facce di un tetraedro regolare.

## Caratteristiche
L'icosaedro tridiminuito aumentato è uno dei 92 solidi di Johnson, in particolare quello indicato come J64, ossia un poliedro strettamente convesso avente come facce dei poligoni regolari ma comunque non appartenente alla famiglia dei poliedri uniformi, ed è il settimo di una serie di sette solidi platonici modificati tutti facenti parte dei solidi di Johnson.
Per quanto riguarda i 10 vertici di questo poliedro, su 3 di essi incidono una faccia pentagonale e tre triangolari, su altri tre incidono due facce pentagonali e due triangolari, su altri 3 incidono due facce pentagonali e una triangolare, e sull'ultimo vertice convergono tre facce triangolari.

## Formule
Considerando un icosaedro tridiminuito aumentato avente come facce dei poligoni regolari aventi lato di lunghezza {\displaystyle a}, le formule per il calcolo del volume {\displaystyle V} e della superficie {\displaystyle A} risultano essere:
{\displaystyle V={\frac {a^{3}}{24}}\left(15+7{\sqrt {5}}+2{\sqrt {2}}\right)\approx 1,3950376\ldots a^{3};}
{\displaystyle A={\frac {a^{2}}{4}}\left(7{\sqrt {3}}+3{\sqrt {25+10{\sqrt {5}}}}\right)\approx 8,1925211\ldots a^{2}.}